# Acrocephalus schoenobaenus
Il forapaglie (Acrocephalus schoenobaenus Linnaeus, 1758) è un uccello passeriforme della famiglia Acrocefalidi.

## Descrizione
Il forapaglie è lungo circa 13 cm e ha un'ampiezza alare di 17 – 21 cm. Il peso ammonta a circa 10-15 grammi. La parte superiore è di colore marrone e grigio, la parte inferiore è di colore giallastro. L'uccellino ha una gola biancastra e un becco a punta. Ha una striscia di colore grigio chiaro sopra gli occhi e una copertura nera del capo. I maschi e le femmine hanno lo stesso colore.

## Biologia

### Voce
Il suo richiamo, aspro e musicale,  assomiglia ad un "tscheck" o a uno "schrrr": emette questo suono soprattutto se è disturbato.

### Alimentazione
Il forapaglie si nutre di insetti, ragni, molluschi più piccoli e bacche.

### Riproduzione

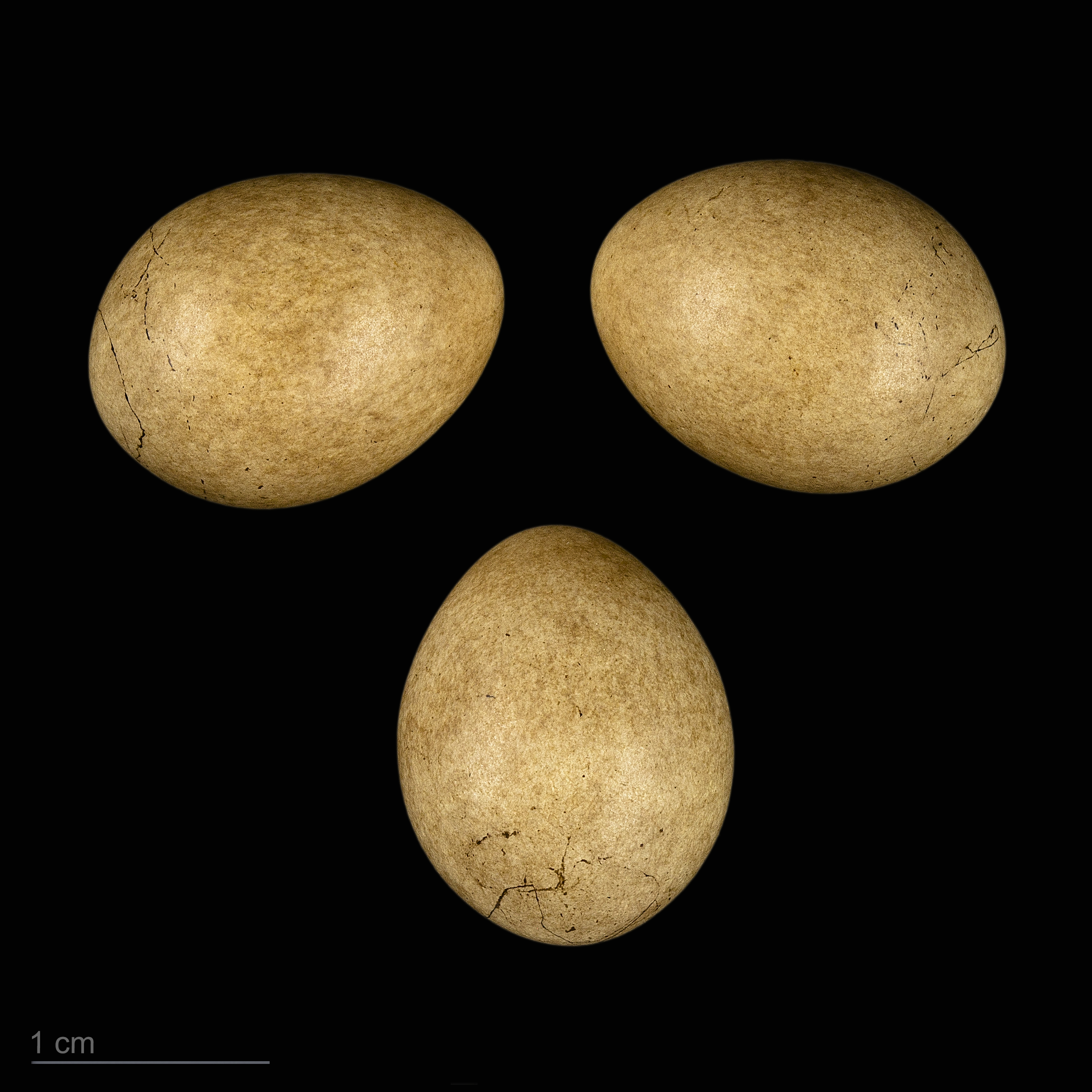
Uova di Acrocephalus schoenobaenus - Museo di Tolosa

La maturità sessuale subentra dopo un anno. Il periodo di cova principale va da maggio a luglio. Il nido viene costruito in basso a poca altezza dal terreno in una vegetazione densa. La femmina depone 4 - 6 uova. Le uova vengono riscaldate da entrambi i partner a turno per 12 - 14 giorni. Gli uccellini diventano atti al volo dopo 10 - 12 giorni.

## Distribuzione e habitat
In quasi tutta Europa l'uccello migratore a lungo tratto è presente da aprile ad ottobre. La sua residenza invernale si trova a sud del Sahara in Africa. Il tempo di percorrenza e la direzione migratoria gli sono innati. Per superare bene i circa 6.000 kilometri il migratore notturno impiega riserve di grasso. Il forapaglie vive nei folti canneti e negli arbusteti lungo le rive dei laghi e dei fiumi, nelle paludi, nelle brughiere, sui campi ubertosi e nei terreni coltivi.